# Turkish Stars
A Turkish Stars (törökül: Türk Yıldızları, magyarul: Török Csillagok) a Török Légierő (törökül: Türk Hava Kuvvetleri) műrepülő köteléke, (hivatalosan: 134. Műrepülő Század). A kötelék a világ legnagyobb létszámú szuperszonikus vadászgépekkel műrepülő csapata. Kezdetben (1993-tól) 7, 2005-től 8 géppel tartják bemutatóikat. A kötelékrepülésnek Törökországban nagy múltja van. A hivatalos, állandó bemutatócsapat létrejötte (1993) előtt alkalmi kötelékekkel szórakoztatták a hazai és külföldi közönséget. Az állandósult kötelék bemutatóit Northrop F-5A típusú sugárhajtású vadászgépekkel repüli, a közeljövőben valószínűleg áttérnek az F-16-os típusra. A kötelék székhelye Konya-ban található.

## A kötelék története
Törökországban az állandó 1993-ban megalakult bemutatócsapat létrejütte előtt is működtek alkalmi kötelékek.

### Az állandó kötelék

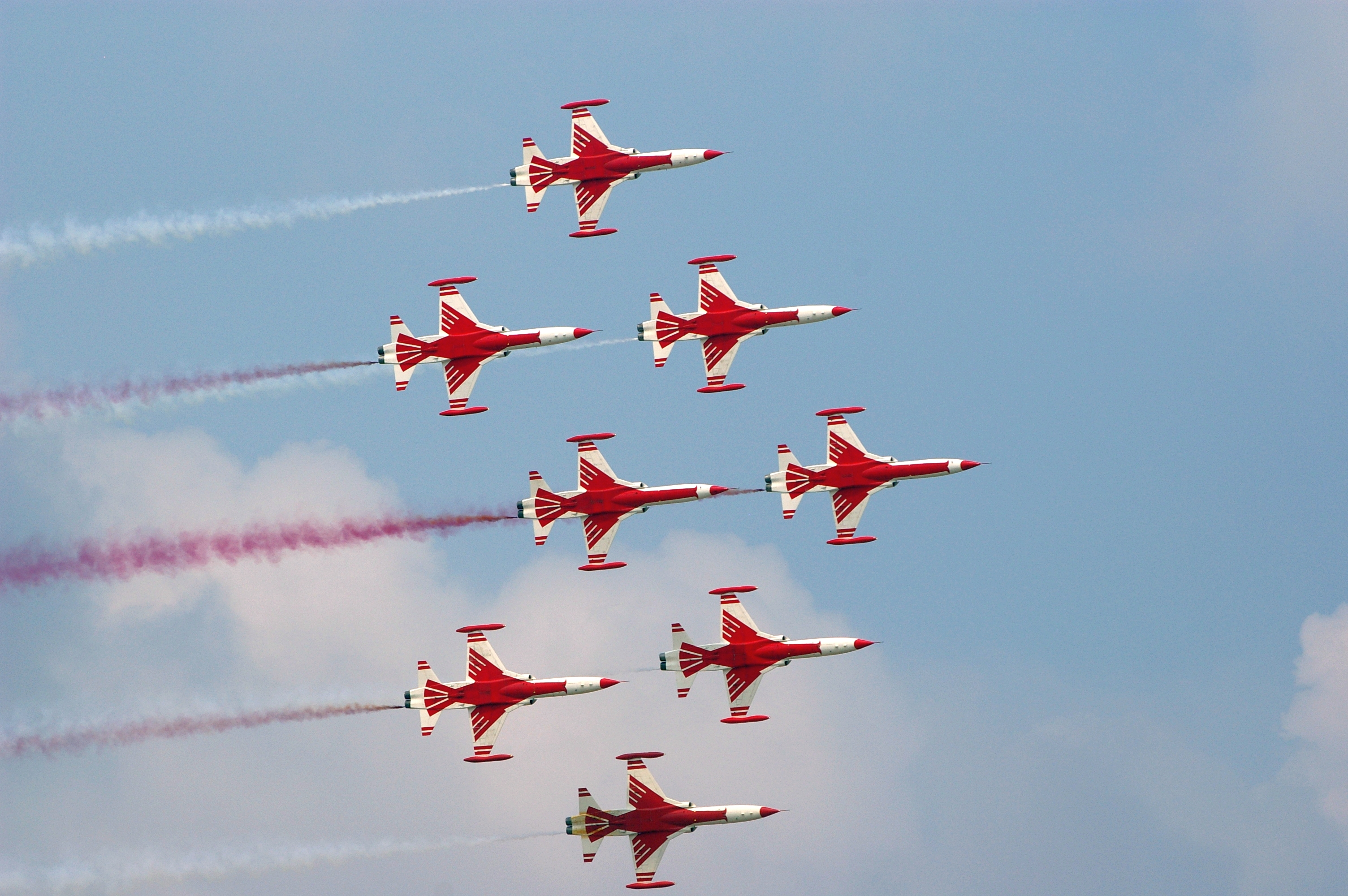
bemutató közben

A 90-es évek elején, 20 év szünet után a Török Légierő elhatározta egy állandó bemutatócsapat létrehozását. A kötelék székhelyéül a Konya légitámaszpontot választották ( Konya 3. Ana Jet Üssü) , a hivatalos megalakulás 1992 őszén történt. Hamarosan, 1992 novemberében határozatot hoztak négy F–5-ös gép átadásáról és négy pilóta kiképzéséről. A kiképzés oktatórepülésekkel kezdődött, majd szólórepüléssel ért véget 1993-ban. A csapat ezután több külföldi légibemutatóra kirándul tanulás céljából. Hamarosan terv születik a gépek festéséről, a füstölő használatáról.
1993 június 18-án, az új török bemutatócsapat Türk Yıldızları néven (Török Csillagok) négy sugárhajtású repülőgéppel bemutatót tart a miniszterek és a meghívott vendégek előtt. A bemutató kedvező visszhangot váltott ki, a Török Csillagok lett a világ legújabb szuperszonikus bemutatócsapata.

## Kiképzés

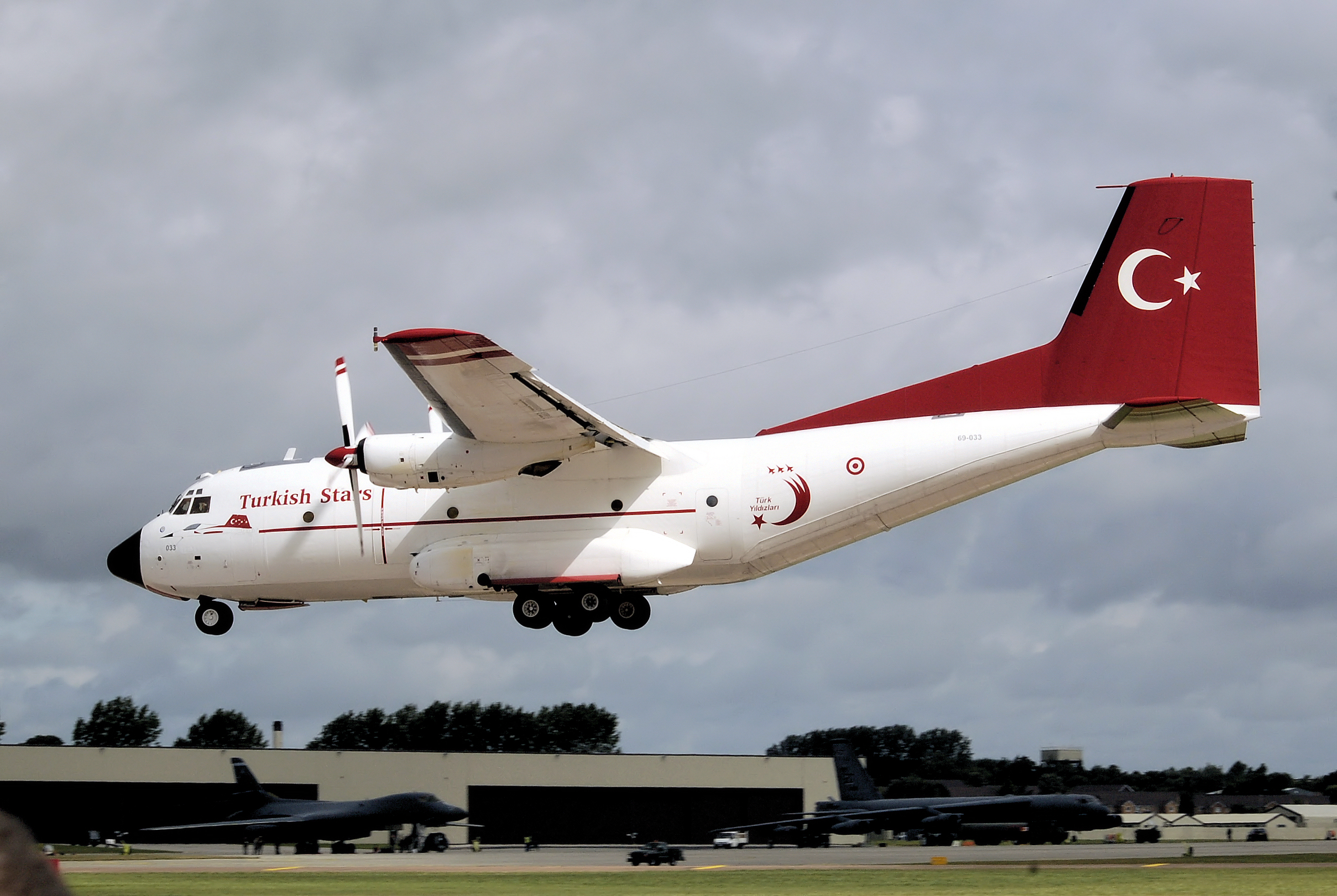
A csapat egyik szállítógépe

Ahhoz, hogy valaki bekerülhessen a Török Csillagok csapatába rendelkeznie kell legalább 300 NF-5 A/B Freedom Fighteren eltöltött vagy összesen 800 órányi, egyéb típuson szerzett repült idővel. A vezérgép pilótájánál ezek az adatok 800 óra NF-5-tel, vagy 2000 más típusokkal. Az újoncok egyéves intenzív kiképzést kapnak, hogy elsajátítsák a kötelék repülés technikáját a géppártól, a többgépes alakzatokig. Naponta két gyakorlatot hajtanak végre. A pilóták folyamatosan részt vesznek légiharc-gyakorlatokon, így ha szükséges bármikor felfegyverezhetők és harcba küldhetők.
A csapat évente átlagosan 20-30 helyen szerepel, nagyrészt hazai, ritkábban külföldi helyszíneken.

## Magyarországi bemutatkozásuk
Magyarországon először az 1998-as Kecskeméti Nemzetközi Repülőnapon szerepeltek, azóta láthattuk őket a 2003-as, 2005-ös 2007-es, 2008-as,  2013 -as és a 2021-es repülőnapon is.

## Külső hivatkozások
- A Török Csillagok bemutatókötelék hivatalos weboldala